# 能勢潤三
能勢 潤三（のせ じゅんぞう、1893年（明治26年）7月9日 - 1968年（昭和43年）4月15日）は、日本の陸軍軍人。最終階級は陸軍少将。

## 経歴
広島県出身。青果卸商・能勢七郎の二男として生まれる。神戸一中（現兵庫県立神戸高等学校）卒業を経て、1916年（大正5年）5月、陸軍士官学校（28期）を卒業。同年12月、歩兵少尉に任官し歩兵第46連隊付となる。1918年（大正7年）9月から1919年（大正8年）2月まで、陸軍戸山学校で甲種学生として学んだ。
1925年（大正14年）12月、歩兵大尉に昇進し歩兵第46連隊中隊長に就任。1927年（昭和2年）1月、歩兵第24旅団副官に転じ、第12師団副官を経て、1933年（昭和8年）8月、歩兵少佐に進級し独立守備歩兵第2大隊付となる。同副官、近衛歩兵第4連隊大隊長を経て、1938年（昭和13年）3月、歩兵中佐に進み同連隊付となる。同年10月、陸軍予科士官学校教官に就任した。
1940年（昭和15年）9月、大本営付となり比島に潜入し情報収集を行った。1941年（昭和16年）3月、陸軍大佐に昇進し大本営付となる。同年6月、歩兵第85連隊長に発令され日中戦争に出征。浙贛作戦などに参戦した。1945年（昭和20年）4月、支那派遣軍歩兵教育隊長に就任し、同年6月、陸軍少将に進級し終戦を迎えた。1946年（昭和21年）3月に復員し、同年4月、予備役に編入された。
1947年（昭和22年）11月28日、公職追放仮指定を受けた。

## 親族
- 長男 能勢忠典（陸軍中尉）[1]